# Sodebo
Pour les articles homonymes, voir Sodebo (homonymie).
Ne doit pas être confondu avec Sodexo.
Sodebo (pour la Société des établissements Bougro) est une entreprise agroalimentaire française créée en 1973 par Joseph et Simone Bougro. Elle est basée à Saint-Georges-de-Montaigu dans le département de Vendée.
Sodebo, acteur sur le marché du traiteur frais, est présent sur les linéaires des grandes et moyennes surfaces et en restauration hors-domicile. L'entreprise est connue pour ses sandwichs, pizzas, nems, salades et Pastabox. 
L'entreprise produit sous des marques de distributeurs pour plusieurs enseignes. 

## Historique

Logo de Sodebo jusqu'à fin 2010.

Joseph Bougro est né dans une famille de coiffeurs. Il choisit d'aller à Nantes passer un CAP de charcutier-traiteur. En 1958, il rencontre Simone Blanlœil lors d'un pèlerinage à Lourdes. Celle-ci est issue d'une famille travaillant dans le domaine agricole.
En 1960, Joseph et Simone Bougro créent une charcuterie de détail à Saint-Georges-de-Montaigu. En 1968, les services sanitaires obligent le couple à refaire son laboratoire,. Au début des années 70, l'activité se développe et en 1973 le couple, constatant le succès de ses « plats préparés », décide de passer à la fabrication industrielle. Il quitte alors sa boutique pour créer une usine. SODEBO voit le jour.
En 1978, la « tarte à la tomate » devient la pizza fraîche. « La Pizzériade », première pizza individuelle ovale à pâte fine, est créé en 1997. L'année suivante, Sodebo se lance dans le sponsoring voile, développant ainsi la notoriété de l'entreprise.
En 2000, les trois filles des fondateurs prennent la direction de l'entreprise.
En avril 2009, Sodebo lance la Pastabox[Quoi ?],. En 2011, l'entreprise lance des wraps et des salades.

## Organisation de l'entreprise
Sodebo est une entreprise familiale dirigée par les trois filles du couple fondateur, qui en ont pris la direction en 2000, : Bénédicte Mercier, Marie-Laurence Gouraud et Patricia Brochard. Elles sont co-présidentes de l'entreprise,. Patricia Brochard est chargée des relations publiques, du marketing et des ressources humaines. Marie-Laurence Gouraud s'occupe des processus industriels. Bénédicte Mercier gère la recherche et le développement.
Les fondateurs sont respectivement président et vice-présidente du conseil de surveillance.
Gaël Gouraud et Jean-François Brochart (membres par alliance de la famille Bougro) sont les directeurs commerciaux.

## Sponsoring
Sodebo se lance dans le sponsoring de la voile en 1998 et initie un partenariat avec le skipper Thomas Coville en 1999, dans la participation de courses en monocoque puis multicoque. Depuis mai 2019, Thomas Coville est aux commandes de Sodebo Ultim 3, un trimaran géant à foils de course au large de toute dernière génération, qui remplace le précédent Sodebo Ultim'.
Sodebo est partenaire du Vendée Globe depuis 2004, de l'Atlantique Stade Rochelais, de la Fondation d'Entreprise pour la Thérapie génique, de la Fondation Génavie et des associations Bati-Insert et Cœur du Monde[réf. nécessaire].

## Controverse
Sodebo utilise pour la fabrication de ses produits des œufs issus de poules élevées en batterie.
En 2016, Sodebo n'indique pas l'origine de ses viandes sur l'emballage de ses produits. Depuis 2017, à la suite d'une loi obligeant les industriels à indiquer l’origine du lait et de la viande qu’ils mettent en œuvre dans la fabrication de leurs produits transformés, Sodebo indique « origine Union Européenne » sur l'emballage de ses produits,.